# Dirección General de la Administración General del Estado en el Territorio
La Dirección General de la Administración General del Estado en el Territorio (DGAGET) es el órgano directivo del Ministerio de Política Territorial y Función Pública, adscrito a la Secretaría General de Coordinación Territorial, encargado de la gestión, dirección y control de la Administración Periférica del Estado así como sus relaciones con las distintas Administraciones Públicas. 

## Historia

### Primera etapa (1979-1980)
Este órgano directivo se crea en mayo de 1979 bajo la denominación de Dirección General de Coordinación de la Administración Periférica del Estado e integrado en el Ministerio de la Presidencia, con la potestad de aprobar cuantas directrices fueren necesarias para mantener la coordinación entre la política del Gobierno central y sus órganos periféricos.
Este órgano se suprime en virtud del artículo cuarto del Real Decreto 126/1980, de 18 de enero, pasando sus funciones a ser asumidas por los órganos de apoyo y asistencia al Ministro Adjunto al Presidente, sin cartera.

### Segunda etapa (2000-2004)
Cabe destacar, que desde la década de 1980 hasta finales de la década de los 2000, tanto los distintos ministerios encargados de la política territorial, como el de la Presidencia y el Ministerio del Interior tuvieron órganos destinados a gestionar distintos aspectos de la administración periférica. En concreto, el Ministerio del Interior tenía encomendadas las relaciones con las Delegaciones del Gobierno, que fueron transferidas al Ministerio de Administraciones Públicas en 1997, tras la supresión de los gobiernos civiles y la creación de las subdelegaciones.
Este cambio competencial se reflejó tres años más tarde, en mayo de 2000, con la recuperación del órgano bajo el nombre de Dirección General de la Administración Periférica del Estado. En 2004, el nuevo gobierno suprimió el órgano, integrándolo en una nueva Dirección General de Recursos Humanos, Programación Económica y Administración Periférica, dentro de la Subsecretaría del Departamento.

### Tercera etapa (2008-2018)
Con rango de dirección general no se recuperará el órgano hasta 2008, cuando se denomina Dirección General de Servicios y de Coordinación de la Administración General del Estado en las Comunidades Autónomas y Ciudades con Estatuto de Autonomía. El periodo que abarca desde 2008 hasta 2010 es un periodo muy convulso para este órgano, cambiando de denominación hasta en tres ocasiones más y llegando a tener conflictos con el Tribunal Supremo.
En relación con el primero de los problemas, en abril de 2009 el órgano se renombra como Dirección General de Relaciones entre la Administración Periférica del Estado y las Comunidades Autónomas y las Ciudades con Estatuto de Autonomía de Ceuta y Melilla, y en junio de 2009 como Dirección General de Relaciones entre la Administración Periférica del Estado y las Comunidades Autónomas y las Ciudades con Estatuto de Autonomía y de Servicios del Departamento  Ese mismo mes, en el Ministerio de la Presidencia, se crea la Dirección General de Coordinación y Administración de los Servicios Periféricos, encargada principalmente de la coordinación de las delegaciones y subdelegaciones del Gobierno.
Finalmente, en septiembre de 2010 vuelve a su denominación tradicional, Dirección General de Coordinación de la Administración Periférica del Estado.
En cuanto al segundo de los problemas, en 2011 la Sala Tercera del Tribunal Supremo declaró nula, a petición de la Asociación de Administradores Civiles del Estado y la Federación de Asociaciones de los Cuerpos Superiores de la Administración Civil del Estado, la disposición adicional primera del Real Decreto 1039/2009 que extendía la excepción de la no necesidad de la categoría de funcionario al director general de este centro directivo al no considerarlo ajustado a derecho.
En 2012 se integró el órgano en el Ministerio de Hacienda y Administraciones Públicas y, en 2016, en el Ministerio de la Presidencia y para las Administraciones Territoriales bajo la denominación, Dirección General de la Administración Periférica del Estado, nombre que ya utilizó en su segunda etapa. En junio de 2018 se suprimió el órgano, pasando sus funciones y sus subdirecciones generales directamente a la Secretaría General de Coordinación Territorial.

### Cuarta etapa (2020-)
Esta situación se revirtió en enero de 2020, cuando se recuperó el órgano con el nombre de Dirección General de la Administración General del Estado en el Territorio, volviendo a él todas las funciones y subdirecciones generales.

## Estructura y funciones
De ésta Dirección General dependen los siguientes órganos, a través de los cuales ejerce sus funciones:
- La Subdirección General de Relaciones Institucionales de la Administración General del Estado en el Territorio, a la que corresponde el impulso de la cooperación de las Delegaciones del Gobierno con las comunidades autónomas y ciudades de Ceuta y Melilla y con los entes locales, con el fin de promover y garantizar la agilidad y eficacia de las actuaciones de la Administración General del Estado en relación con dichas administraciones públicas; el fomento de las relaciones de colaboración institucional con los departamentos ministeriales para canalizar la difusión de las políticas públicas a través de las Delegaciones del Gobierno y lograr la unidad de acción de la Administración General del Estado en el territorio; y el seguimiento, análisis y propuestas de mejora en el marco del sistema de dirección por objetivos para las Delegaciones del Gobierno, Subdelegaciones del Gobierno y Direcciones Insulares.
  - Ejerce, asimismo, la secretaría de la Comisión Interministerial de Coordinación de la Administración Periférica del Estado.
- La Subdirección General de Coordinación de la Administración General del Estado en el Territorio, a la que corresponde la coordinación, mejora y seguimiento de los servicios prestados por las Delegaciones del Gobierno, Subdelegaciones del Gobierno y Direcciones Insulares a la ciudadanía, así como la coordinación con los Ministerios funcionales correspondientes de los servicios integrados en las mismas; y la elaboración del informe sobre el funcionamiento de los servicios públicos estatales en el ámbito autonómico.
- La Subdirección General de Recursos Humanos de la Administración General del Estado en el Territorio, que asume, relación con el personal de las Delegaciones del Gobierno, Subdelegaciones del Gobierno y Direcciones Insulares, la organización y gestión de la política de recursos humanos, la elaboración y tramitación de las relaciones de puestos de trabajo y sus modificaciones y de la oferta de empleo público, la tramitación y abono de la nómina, la gestión de los procesos selectivos y de provisión para la cobertura de puestos de trabajo, la gestión de la formación y de la acción social, así como la coordinación con los servicios de prevención de riesgos laborales y la representación de la Administración en los órganos paritarios con representación sindical de los trabajadores que se constituyan, en esos ámbitos.
- La Subdirección General de Administración Financiera y Patrimonio de la Administración General del Estado en el Territorio, a la que corresponde la gestión económica y financiera de ingresos y gastos de las Delegaciones y Subdelegaciones del Gobierno y de las Direcciones Insulares, así como la contratación pública en las mismas; y la gestión, conservación e inventario de los bienes inmuebles de las Delegaciones y Subdelegaciones del Gobierno y de las Direcciones Insulares, la elaboración y supervisión de los proyectos de obras de construcción, reforma, reparación de edificios, así como la elaboración y actualización del inventario de bienes muebles, vehículos y su adquisición.
- La Inspección de Servicios de la Administración General del Estado en el Territorio, a la que corresponde la ejecución de los planes y programas de inspección de los servicios y la evaluación del funcionamiento de las Delegaciones y Subdelegaciones del Gobierno y de las Direcciones Insulares.
- La División de Tecnologías de la Información de la Administración General del Estado en el Territorio, a la que le corresponde la planificación de actuaciones, asistencia, coordinación y desarrollo de soluciones para atender las necesidades en el ámbito de las tecnologías de la información de la Dirección General, de las Delegaciones y Subdelegaciones del Gobierno y de las Direcciones Insulares, en colaboración con la Agencia Estatal de Administración Digital, respecto de los servicios prestados por esta.

## Titulares
1. Gabriel Cisneros Laborda (22 de septiembre de 1979-26 de enero de 1980)[14]
2. Fernando Zamácola Garrido (13 de mayo de 2000-27 de julio de 2002)[15]
3. Pedro Gómez de la Serna y Villacieros (27 de julio de 2002-6 de septiembre de 2003)[16]
4. Raúl López Fernández (18 de octubre de 2003-24 de abril de 2004)[17]
5. Dionisia Manteca Marcos (15 de julio de 2008-3 de octubre de 2009)[18]
6. María Rosa Cobo Mayoral (3 de octubre de 2009-30 de octubre de 2010)[19]
7. Antonio José Hidalgo López (30 de octubre de 2010-14 de enero de 2012)[20]
8. Juan Ignacio Romero Sánchez (14 de enero de 2012-30 de octubre de 2012)[21]
9. Carmen Arias Aparicio (30 de octubre de 2012-6 de diciembre de 2014)[22]
10. Antonio Sánchez Díaz (6 de diciembre de 2014-24 de diciembre de 2016)[23]
11. Marta Crespo Calzada (24 de diciembre de 2016-14 de abril de 2018)[24]
12. Juan del Alcázar Narváez (14 de abril de 2018-23 de junio de 2018)[25]
13. Agustín Torres Herrero (5 de febrero de 2020-)[26]